# Trevor Wood (Spezialeffektkünstler)
Trevor John Wood (geb. vor 1984) ist ein Filmtechniker für visuelle Effekte, der seit Beginn seiner Karriere Mitte der 1980er Jahre an rund 30 Film- und Fernsehproduktionen beteiligt war.

## Ehrungen
Bei der Oscarverleihung 2008 wurde er für seine Arbeit bei Der Goldene Kompass mit dem Oscar in der Kategorie Beste visuelle Effekte ausgezeichnet. Mit diesem Film gewann er 2008 auch einen British Academy Film Award in der Kategorie Beste visuelle Effekte. Seine Arbeit bei Prometheus – Dunkle Zeichen brachte ihm 2013 je eine weitere Oscar-Nominierung und British-Academy-Film-Award-Nominierung ein.

## Filmografie
- 1984: Der Wüstenplanet (Dune)
- 1985: Das Geheimnis des verborgenen Tempels (Young Sherlock Holmes)
- 1985: König David (King David)
- 1987: Rent-a-Cop
- 1989: Heinrich V. (Henry V)
- 1989: Die Verdammten des Krieges (Casualties of War)
- 1990: Memphis Belle
- 1992: 1492 – Die Eroberung des Paradieses (1492: Conquest of Paradise)
- 1992: Universal Soldier
- 1994: Stargate
- 1996: Dragonheart
- 1996: Mission: Impossible
- 1997: Event Horizon – Am Rande des Universums (Event Horizon)
- 1997: Das fünfte Element (The Fifth Element)
- 1998: Der Soldat James Ryan (Saving Private Ryan)
- 1999: Verlockende Falle (Entrapment)
- 2000: Vertical Limit
- 2000: Gladiator
- 2001: Spy Game – Der finale Countdown (Spy Game)
- 2001: Uprising – Der Aufstand (Uprising, Fernsehfilm)
- 2001: Die Mumie kehrt zurück (The Mummy returns)
- 2003: Unterwegs nach Cold Mountain (Cold Mountain)
- 2004: Alexander
- 2004: Sky Captain and the World of Tomorrow
- 2005: Syriana
- 2007: Der Goldene Kompass (The Golden Compass)
- 2007: Die letzte Legion (The Last Legion)
- 2010: Robin Hood
- 2010: Prince of Persia: Der Sand der Zeit (Prince of Persia: The Sands of Time)
- 2012: Prometheus – Dunkle Zeichen (Prometheus)
- 2013: World War Z

## Auszeichnungen (Auswahl)
- 2008: Oscar in der Kategorie Beste visuelle Effekte für Der Goldene Kompass (zusammen mit Michael L. Fink, Bill Westenhofer und Ben Morris)[1]
- 2008: British Academy Film Award in der Kategorie Beste visuelle Effekte für Der Goldene Kompass (zusammen mit Michael L. Fink, Bill Westenhofer und Ben Morris)[2]
- 2013: Oscar-Nominierung in der Kategorie Beste visuelle Effekte für Prometheus – Dunkle Zeichen (zusammen mit Richard Stammers, Charley Henley und Martin Hill)[3]
- 2013: British Academy Film Award in der Kategorie Beste visuelle Effekte für Prometheus – Dunkle Zeichen (zusammen mit Richard Stammers, Charley Henley und Paul Butterworth)[4]